# Рені-Порт
Рені́-Порт — пасажирський залізничний зупинний пункт Одеської дирекції Одеської залізниці на лінії Абаклія — Джурджулешти.
Розташований у центрі міста Рені Ренійського району Одеської області між станціями Рені-Наливна (1 км) та Рені (3 км).
Станція обслуговалася приміським дизель-поїздом Рені — Етулія (двічі на добу),але 2020 року,за рішенням Укрзалізниці,пасажирський рух закритий.